# Sterrhoptilus dennistouni
Sterrhoptilus dennistouni là một loài chim trong họ Zosteropidae.